# Petra Auer-Frey
Petra Auer-Frey, geboren als Petra Auer (* 1963 in München), ist eine deutsche Schauspielerin.

## Leben
Petra Auer absolvierte eine Sprech- und Schauspielerausbildung. Nach erfolgreich abgeschlossener Eignungsprüfung spielte sie in Serien und Sendungen des Bayerischen Rundfunks, von RTL und Sat1.
Als Schauspielerin ist sie auch in vielen Theaterstücken mit bayerischen Inhalten aktiv.
Petra Auer begleitet seit vielen Jahren ehrenamtlich Sterbende ambulant und ist als Einsatzleiterin der Hospizhelfer auf der Palliativstation im Klinikum Harlaching aktiv. Ihre Erlebnisse teilt sie in ihren Büchern „SterbeMund“ und „Lizenz zum Händchenhalten“ und bei Lesungen, die sie in Kooperation mit Vereinen in ganz Deutschland veranstaltet.
Auer ist mit dem Schauspieler Winfried Frey verheiratet. Das Paar wohnt in München.

## Filmografie
- 1990–1996: Peter Steiners Theaterstadl (Fernsehserie, 49 Theaterstücke)
- 1993–1995: Zum Stanglwirt (Fernsehserie, 39 Folgen)
- 2002: Forsthaus Falkenau (Fernsehserie, 1 Folge)
- 2006: Der Komödienstadel: Der Prämienstier
- 2009: Die Rosenheim-Cops – Im Fadenkreuz
- 2011: Chiemgauer Volkstheater – Da Brezensalzer
- 2011: Chiemgauer Volkstheater – Die Geburtstagsüberraschung
- 2011: Chiemgauer Volkstheater – Alibi Bauernhof
- 2013: München 7 (Fernsehserie, 1 Folge)
- 2014: Chiemgauer Volkstheater – Die turbulente Fahnenweihe
- 2015: Chiemgauer Volkstheater – Bürgermeister in Nöten
- 2016: Chiemgauer Volkstheater – Der Landgendarm
- 2019: Der Komödienstadel – Deifi Sparifankerl